# バレストラーテ
バレストラーテ（イタリア語: Balestrate ; シチリア語: Sicciara）は、イタリア共和国シチリア自治州パレルモ県にある、人口約6,500人の基礎自治体（コムーネ）。

## 地理

### 位置・広がり
パレルモ県のコムーネ。県都パレルモから西南西へ32kmの距離にある。

#### 隣接コムーネ
隣接するコムーネは以下の通り。括弧内のTPはトラーパニ県所属を示す。
- アルカモ (TP)
- パルティニーコ
- トラッペート

## ギャラリー

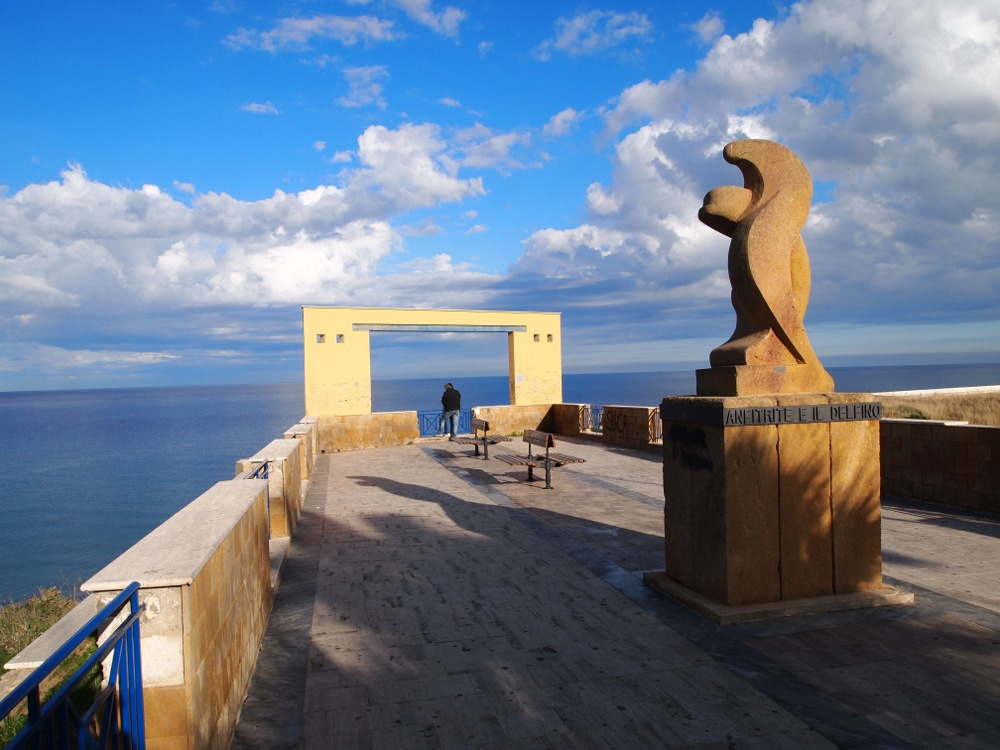
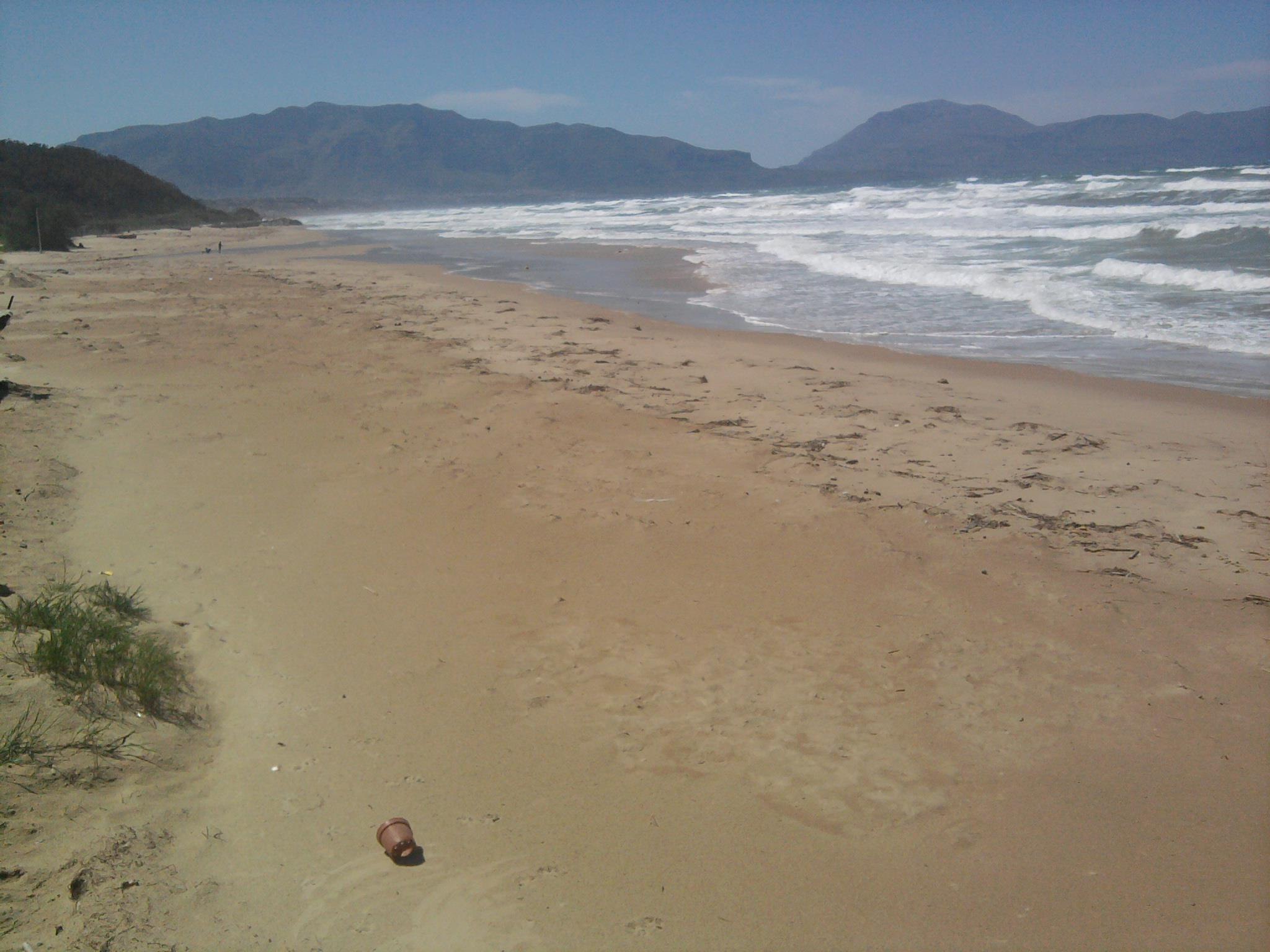
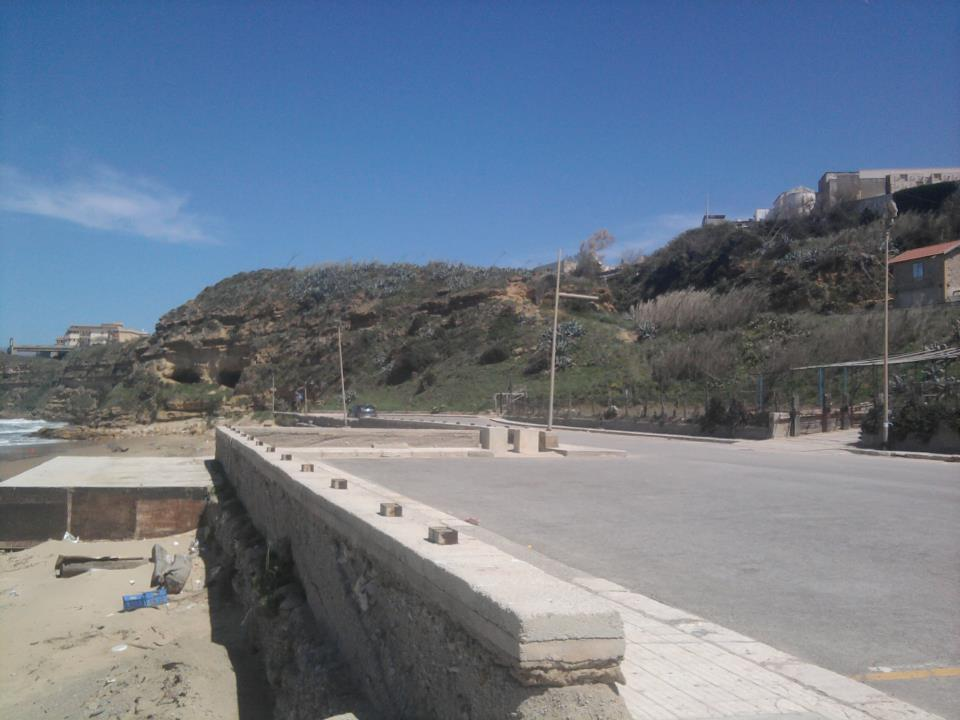